# Джузвалла
Джузвалла (итал. Giusvalla) — коммуна в Италии, располагается в регионе Лигурия, в провинции Савона.
Население составляет 472 человека (2008 г.), плотность населения составляет 25 чел./км². Занимает площадь 19 км². Почтовый индекс — 17010. Телефонный код — 019.
Покровителем коммуны почитается святой апостол Матфей, празднование 21 сентября.

## Демография
Динамика населения:

## Администрация коммуны
- Официальный сайт: